# Classificació per a l'Eurocopa 2004
La fase final de l'Eurocopa 2004, va ser celebrada a Portugal entre el 12 de juny i el 4 de juliol del 2004. El Campionat d'Europa de la UEFA és una competició que se celebra cada quatre anys entre equips nacionals i està organitzada per la UEFA, l'organisme rector de l'esport a Europa. Esta era la primera vegada que la final de dita competició es va celebrar a Portugal.
Portugal estava classificada automàticament per albergar l'esdeveniment esportiu.

## Desempats
Es classifiquen per la fase final els dos primers equips de cada grup, establerts d'acord amb el nombre de punts obtinguts (3 per victòria, 1 per empat). En cas d'empat en puntuació, els equips es classificaran segons els següents paràmetres:
1. Major nombre de punts obtinguts en els partits entre els equips empatats en puntuació.
2. Diferència de gols en els partits entre els equips empatats en puntuació.
3. Major nombre de gols a favor en els partits entre els equips empatats en puntuació.
4. Major nombre de gols a favor en els partits de visita entre els equips empatats en puntuació.
5. En cas de mantindre's l'empat, s'apliquen els criteris anteriors, però respecte a tots els partits del grup.
6. Millor conducta en tots els partits del grup.
7. Sorteig.

## Golejadors
8 gols
- Ermin Šiljak

6 gols
- Thierry Henry
- David Trezeguet
- Sylvain Wiltord

5 gols
- Jon Dahl Tomasson
- Ruud van Nistelrooy

4 gols
- Ionel Ganea
- Adrian Mutu
- Patrick Kluivert

3 gols
- Ànguelos Kharisteas
- Michalis Konstantinou
- Zinédine Zidane
- Haim Revivo
- Michael Mifsud
- Sergej Barbarez
- Cosmin Contra
- Rafael van der Vaart

2 gols
- Demis Nikolaidis
- Elvir Bolić
- Ioannis Okkas
- Rainer Rauffmann
- Thomas Gravesen
- Dennis Rommedahl
- Steve Marlet
- Pini Balili
- Omri Afek
- John Arne Riise
- Ole Gunnar Solskjær
- Viorel Moldovan
- Dorinel Munteanu
- Daniel Pancu
- Nastja Čeh
- Zlatko Zahovič
- Mikael Forssell
- Sami Hyypiä
- Phillip Cocu
- Wesley Sneijder

1 gol
- Vasilis Tsiartas
- Zisis Vrizas
- Stylianos Giannakopoulos
- Stavros Georgiou
- Yiasoumis Yiasoumi
- Djibril Cissé
- Jean-Alain Boumsong
- Olivier Dacourt
- Sidney Govou
- Patrick Vieira
- Walid Badir
- Shay Holtzman
- Luke Dimech
- David Carabott
- Sebastjan Cimirotič
- Aleksander Knavs
- Zlatan Bajramović
- Elvir Baljić
- Jesper Grønkjær
- Claus Jensen
- Martin Jørgensen
- Martin Laursen
- Ebbe Sand
- John Carew
- Tore André Flo
- Steffen Iversen
- Claus Lundekvam
- Sigurd Rushfeldt
- Florin Bratu
- Cristian Chivu
- Tiberiu Ghioane
- Mirel Rădoi
- Hannu Tihinen
- Mika Nurmela
- Teemu Tainio
- Joonas Kolkka
- Edgar Davids
- Jerrel Hasselbaink
- Clarence Seedorf
- Roy Makaay
- Mark van Bommel
- Marc Overmars
- Pierre van Hooijdonk
- Arjen Robben
- André Ooijer
- Frank de Boer

Gols en pròpia meta
- Darren Debono  (per  Eslovènia)
- Cosmin Contra  (per  Dinamarca)